# Hampstead River
Der Hampstead River ist einer der längeren Flüsse im Norden von Dominica im Parish Saint Andrew.

## Geographie
Der Hampstead River verfügt über eine ganze Anzahl von Quellbächen. Diese entspringen in der Morne Turner Ridge und in der Nordflanke des Morne Diablotins. Die höchstgelegenen Quellen liegen dabei bei 1000 m bzw. 800 m über dem Meer, zum Teil in unmittelbarer Nachbarschaft zu den Quellen des Picard Rivers. Die Bäche fließen stetig nach Norden und vereinigen sich im Gebiet von Chaudiere Estate, wo weitere Bäche aus Foundland beziehungsweise Ti Branches von links und Osten zufließen. Bei Chaudiere Estate hat der Fluss schon Höhen unter 200 m erreicht und verläuft entlang der Hampstead Ridge, passiert Morne Sampson und Hampstead, wo er sich nochmals nach Osten wendet und kurz vor der Mündung in Hampstead Bay noch den Pentou River aufnimmt. Im Unterlauf verläuft westlich der Anse du Mé River, im Quellgebiet schließt im Westen das Einzugsgebiet von Blenheim River und Bras de Fort River an, während im Osten das Einzugsgebiet des Mamelabou River (Hodges River) anschließt. In seinem lauf durchquert er einen großen Teil des Northern Forest Reserve. Östlich der Mündung erstreckt sich die Number One Beach, der Chaudiere Pool bei Chaudiere Estate ist eine beliebte romantische Badestelle.